# Цой Хёгён
Цой Хёгён (кор. 최효경, род. 10 мая 2000) — северокорейская спортсменка, борец вольного стиля, бронзовый призёр летних Олимпийских игр 2024 года, призёр Азиатских игр, чемпионка Азии.

## Биография
5 октября 2023 года в китайском Ханчжоу, победив в схватке за 3 место со счётом 11:0 Нгуен Тхи Ми Транг из Вьетнама, стала обладателем бронзовой медали на Азиатских играх. В апреле 2024 года в Бишкеке она участвовала в азиатском квалификационном турнире, где получила квоту для КНДР на Олимпийские игры в Париже.